# Boulevard Frère-Orban
Le boulevard Frère-Orban est une artère liégeoise.

## Situation et accès
Cette voie située dans le quartier du centre longe la Meuse et le port des yachts relie le quai de Rome au quai Paul van Hoegaerden.
La route nationale 671 emprunte le quai. Le boulevard Frère-Orban s'étire sur la rive gauche de la Meuse du quai de Rome et de la passerelle La Belle Liégeoise au carrefour du boulevard Piercot et du quai Paul van Hoegaerden. Il s'agit d'une voie rapide comprenant deux bandes de circulation automobile dans chaque sens ainsi qu'une desserte locale longeant les bâtiments et le RAVeL le long de la Meuse.
Voies adjacentes
Du quai de Rome au quai Paul van Hoegaerden :
- Avenue Blonden
- Rue Raikem
- Rue Paul Devaux
- Avenue des Croix du Feu
- Pont Albert Ier
- Rue Lebeau
- Rue Forgeur
- Boulevard Piercot

## Origine du nom
L'artère porte le nom du liégeois Hubert Joseph Walthère Frère, dit Frère-Orban fondateur du parti libéral qui fut ministre des finances de 1848 à 1852 et de 1857 à 1870, et Premier ministre à deux reprises, la première de 1868 à 1870 et la seconde de 1878 à 1884.

## Historique
Le boulevard (qui est en fait un quai) longe en rive gauche la Meuse depuis les importants travaux de rectification du fleuve entrepris entre 1853 et 1863.
D'importants travaux de réaménagement des quais de la rive gauche de la Meuse (quai de Rome, boulevard Frère-Orban, avenue Blonden, quai Paul van Hoegaerden) ont eu lien entre le 19 novembre 2012 et le 25 mars 2015 afin de les rendre plus accessibles aux cyclistes et aux piétons,.

## Bâtiments remarquables et lieux de mémoire
Neuf bâtiments du boulevard sont repris sur l'Inventaire du patrimoine culturel immobilier de la Wallonie. 
Fin 2018, les bâtiments du XIXe siècle sis aux numéros 45, 46 (tous deux inscrits à l'inventaire) et 47 font l'objet d'importants travaux. Le projet est créer un ensemble de 16 appartements de standing. Pour ce faire, le promoteur et l'architecte Daniel Dethier décident de démolir totalement l'intérieur des immeubles mais de conserver les façades en les rehaussant de 4 étages contemporains,.

### Art public
Aux Terrasses :
- Statue Le cheval de halage ou Le cheval du batelier et son conducteur est une sculpture de Jules Halkin datant de 1885.
- Statue Le cheval dompté ou Le cheval dompté par l'homme est une sculpture d'Alphonse de Tombay datant de 1885.

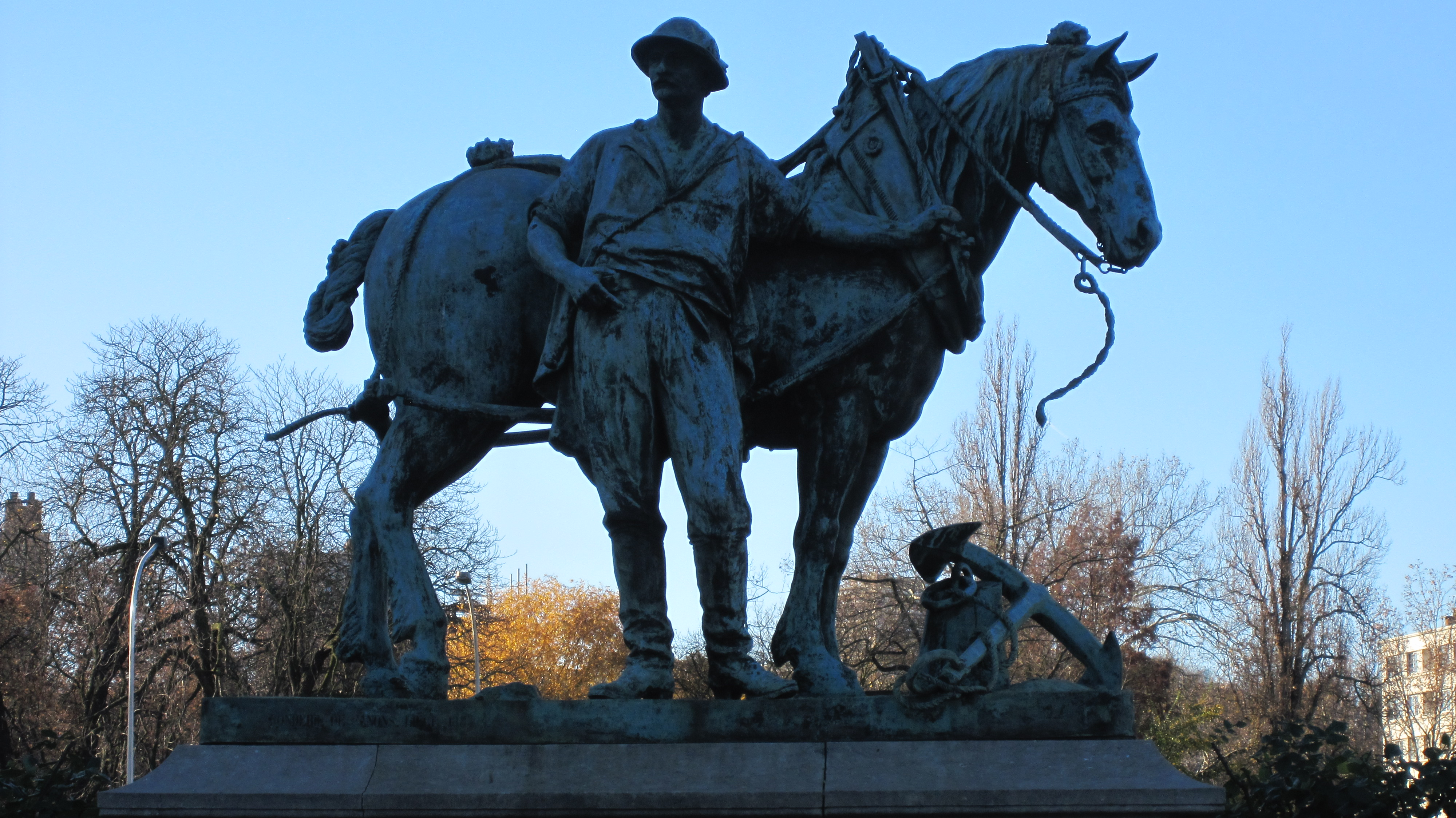
Le cheval de halage
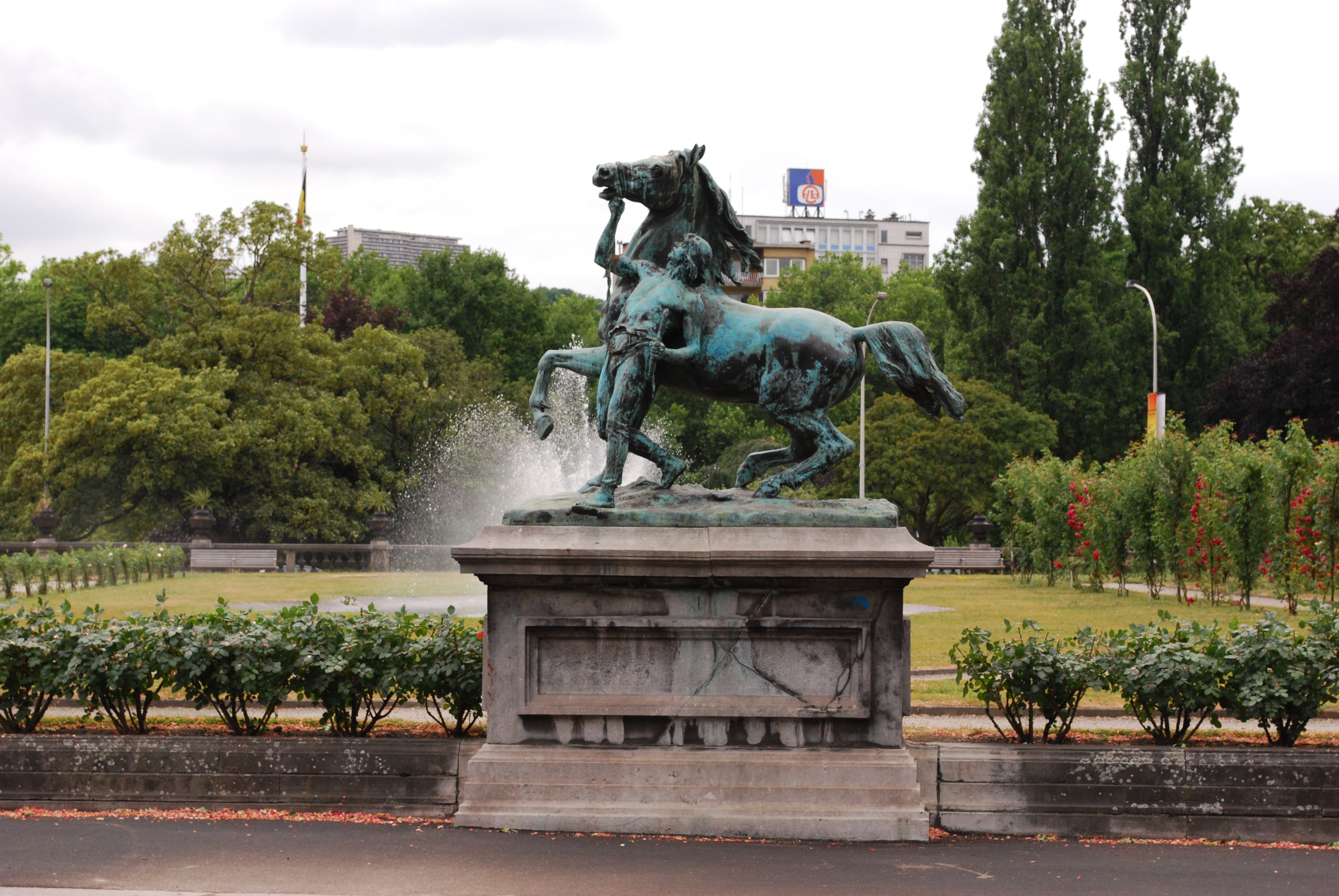
Le cheval dompté

Sur le bord de la Meuse, en face du palais des congrès, une sculpture en acier corten de Roger Jacob est installée en octobre 2017.